# Xã Des Moines, Quận Van Buren, Iowa
Xã Des Moines (tiếng Anh: Des Moines Township) là một xã thuộc quận Van Buren, tiểu bang Iowa, Hoa Kỳ. Năm 2010, dân số của xã này là 247 người.